# Breviceps verrucosus
Breviceps verrucosus es una especie  de anfibios de la familia Brevicipitidae.

## Distribución geográfica
Se encuentra en Lesoto, Sudáfrica y Suazilandia.

## Estado de conservación
Se encuentra amenazada de extinción por la pérdida de su hábitat natural.